# ミシェル・テロ
ミシェル・テロ（Michel Teló、1981年1月21日 - ）は、ブラジルのシンガーソングライター。

## 来歴
ミシェルはメディアネイラに生まれる。1998年にGrupo Tradiçãoを結成、解散後ソロで活躍。代表曲である『Ai Se Eu Te Pego』では欧州チャートで1位を記録した。

## ディスコグラフィ
- 2009: Balada Sertaneja (スタジオアルバム)
- 2010: Michel Teló – Ao Vivo (ライブアルバム)
- 2011: Michel na Balada (ライブアルバム)